# Derya Yanık
Derya Yanık, née en 1972 à Osmaniye en Turquie, est une femme politique turque, membre du Parti de la justice et du développement (AKP), ministre de la Famille et des Services sociaux entre 2021 et 2023,,.
Elle est élue députée d'Osmaniye en 2023.
Elle critique l'interdiction de l'abaya dans les établissements français, « l'expression d'un jacobinisme sectaire dans un pays qui prétend être le pays des libertés ».